# Storthyngura yuzhmorgeo
Storthyngura yuzhmorgeo là một loài chân đều trong họ Munnopsidae. Loài này được Malyutina miêu tả khoa học năm 2011.